# 陳道輝
陳道輝（1968年—），中華民國海軍中將，現任海軍教準部指揮官（114/5/1），曾任國防部部長辦公室中將主任(113/11/1)，參謀本部後勤次長室中將次長，參謀本部通信電子資訊次長室助理少將次長、康定艦上校艦長。畢業於中正預校高中部75年班（中8期）、海軍官校79年班、國防大學戰爭學院，於2020年（109年）擔任海軍敦睦遠航訓練支隊少將支隊長率艦隊出訪中華民國友邦。